# Kalinine, Kobeleakî
Kalinine (în ucraineană Калініне) este un sat în comuna Ciorbivka din raionul Kobeleakî, regiunea Poltava, Ucraina.

## Demografie
Componența lingvistică a localității Kalinine
     Ucraineană (100%)
Conform recensământului din 2001, toată populația localității Kalinine era vorbitoare de ucraineană (100%).